# Torre Nostra (Torreblanca)
La torre conocida como Torre Nostra o Torrenostra de Torreblanca, en la comarca de la Plana Alta (provincia de Castellón), es una torre defensiva catalogada, de forma genérica, como Bien de interés cultural con anotación ministerial R-I-51-0010724, del 19 de febrero del año 2002.
Este edificio, de un solo cuerpo, es una torre vigía costera que data del siglo XVII, que se ubica en el paseo marítimo de la playa de Torrenostra, en el municipio de Torreblanca, desde donde se puede controlar el acceso al mar. Se sitúa entre otras torres vigía de la zona como las torres vigías de Cap i Corb, en Capicorb (Alcalá de Chivert), al norte y De la Sal, en Cabanes, al sur.

## Historia y descripción
Los expertos consideran que la torre es del siglo XVII, según se puede constatar en el hecho de que no aparece en la crónica de Gaspar de Escolano, publicada entre 1610-1611, ni aparece en ningún mapa o descripción de nuestro territorio anterior a él. Sin embargo aparece en el Reglamento del Cuerpo Militar de la Costa del Virrey Vespasiano Manrique Gonzaga, datado en 1673, que la denomina Torre Nueva de Torreblanca.
Cuando se llevó a cabo su construcción, la torre estaba aislada de la zona poblada, pero la expansión del barrio de Torrenostra ha hecho que en la actualidad la torre tenga edificios adosados en los lados norte y sur.
Su planta es cuadrada de 8,70 metros de lado y tiene una altura de 9 metros, además de la garita de la cubierta, de 2,5 metros. Sus muros tienen un metro de espesor, y son de fábrica de mampostería con mortero de cal y sillares (de caliza y arenisca) canteados en las esquinas y en los vanos.
Presenta cuatro plantas: planta baja, dos plantas superiores y por último, la terraza o cubierta. Las plantas se comunican entre sí por una escalera de caracol que se ubica en la esquina suroeste. La puerta de acceso estaba en la fachada que mira hacia Oropesa, y en la actualidad está tapiada por una casa adosada, por lo que la entrada ahora se realiza por una abertura en la fachada que da al mar.
Su carácter defensivo queda reflejado en los matacanes cilíndricos (reconstruidos ahora) en las cuatro esquinas y otro sobre la puerta de entrada original; así como por la presencia de aspilleras sobre todo en la zona inferior.